# Câmara de Âmbar
Câmara de Âmbar (russo: Янтарная комната Yantarnaya komnata) é uma decoração de painéis em âmbar e espelhos folheados a ouro pertencente ao Palácio de Catarina em Tsarskoye Selo, próximo a São Petersburgo. Devido a sua beleza singular, costuma ser chamada de "A Oitava Maravilha do Mundo".
A câmara original foi um esforço conjunto de artesãos russos e alemães. O cômodo foi projetado pelo escultor barroco alemão Andreas Schlüter, e construído pelo artesão dinamarquês Gottfried Wolfram entre 1701 e 1709 na Prússia. Permaneceu no Palácio de Charlottenburg até 1716, quando foi presenteado por Frederico Guilherme I da Prússia a seu aliado, o czar Pedro I da Rússia. O projeto foi então expandido, e após várias ampliações, passou a conter mais de seis toneladas de âmbar, cobrindo mais de 55 m².
Em 1941, a Câmara de Âmbar foi pilhada pelos nazistas durante a Segunda Guerra Mundial, sendo transferida para Königsberg. No caos que se seguiu ao final do conflito, a decoração foi novamente desmontada, e seu paradeiro permanece desconhecido até os dias de hoje.
Em 1979, teve início o projeto de reconstruir a Câmara de Âmbar no Tsarskoye Selo. Em 2003, após décadas de trabalho de artesãos russos, o cômodo foi reinaugurado no Palácio de Catarina.
Em 2015,  Karl-Heinz Kleine, diz ter encontrado, na zona industrial de Ruhr, na Alemanha, o destino de “O Salão de âmbar”, que estaria enterrada em uma câmara oculta, debaixo da cidade de Wuppertal. Kleine acredita que isso reforçaria a teoria de que foi Erich Koch, administrador-chefe dos nazistas na Prússia Oriental, quem planejou o roubo, uma vez que ele a teria enviado à sua cidade natal. 